# قلم انسولین

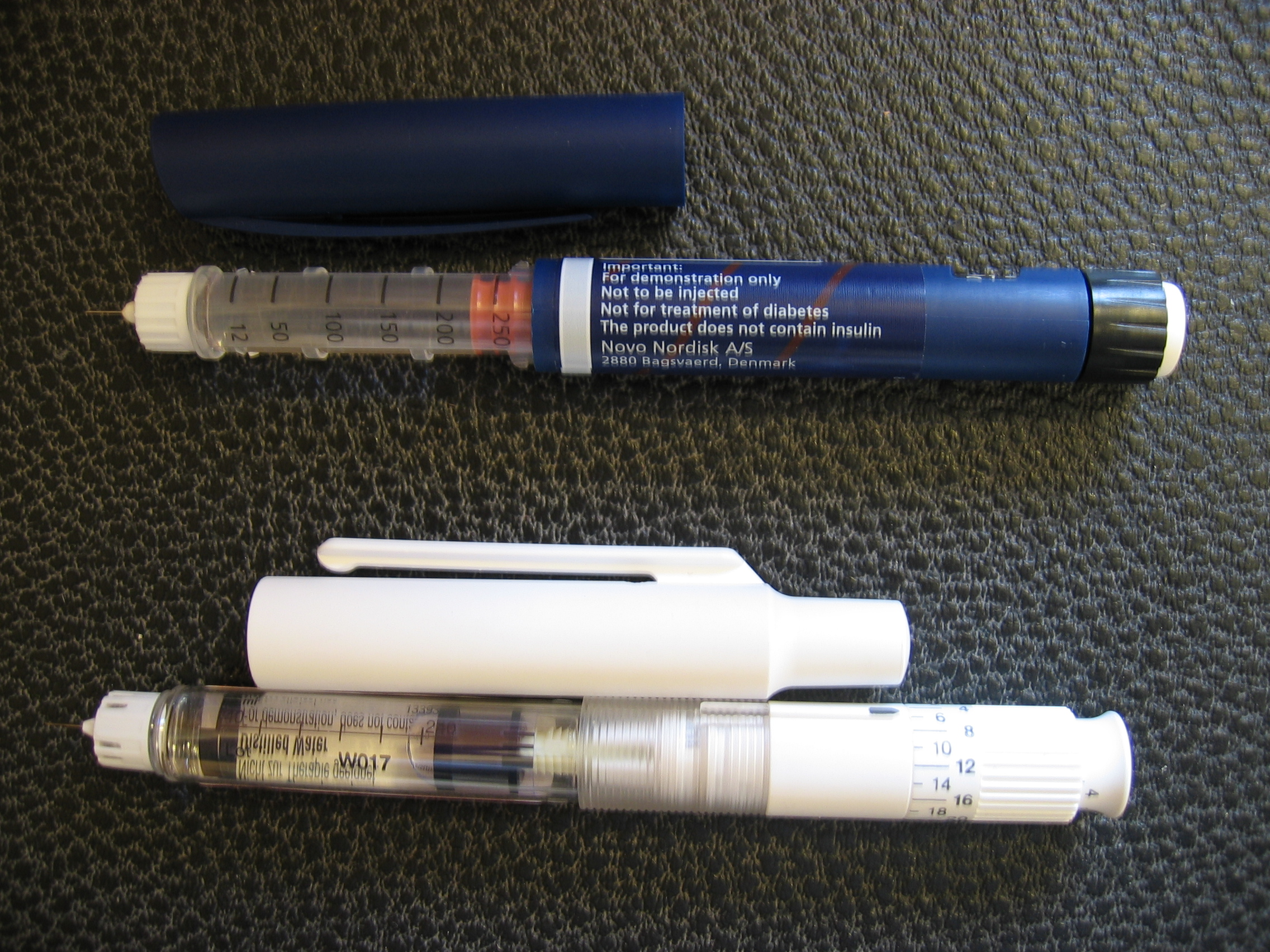
قلم‌های انسولین از پیش پرشده.

قلم انسولین وسیله‌ای است که از آن برای تزریق انسولین و مدیریت دیابت استفاده می‌شود. انسولین هورمونی است که توسط لوزالمعده تولید می‌شود و در بیماری دیابت تولید و یا استفاده بدن از آن با اشکال مواجه می‌شود.
قلم انسولین از یک کارتریج (یکپارچه یا قابل تعویض) و یک درجه تنظیم دوز دارو تشکیل شده‌است. قلم انسولین اولین بار در سال ۱۹۸۵ و با نام (به انگلیسی: NovoPen) توسط کمپانی نوو نوردیسک تولید شد. استفاده از قلم نیازمند سرسوزن یکبار مصرف است و قلم‌ها بدون سوزن تولید می‌شوند.

## انواع قلم
کمپانی‌های متعدد انسولین‌سازی نظیر نوو نوردیسک، سانوفی و ایلای لی‌لی اند کامپنی انسولین خود را به صورت قلم انسولین آماده (از پیش پُر شده) تولید و عرضه می‌کنند. برندهای انسولین شامل لانتوس، انسولین آسپارت، انسولین دتمیر و هومالوگ از جمله انسولین‌هایی هستند که به صورت قلم انسولین در دنیا توزیع می‌شوند.
قلم‌های انسولین به دو نوع اصلی تقسیم می‌شوند: قلم‌های از پیش پُرشده (یکبار مصرف) و قلم‌های چندبار مصرف:
- قلم انسولین یکبار مصرف: این قلم‌ها به صورت یکپارچه و حاوی انسولین تولید می‌شوند. پس از پایان انسولین داخل قلم، قلم انسولین دور انداخته می‌شود.
- قلم انسولین چندبار مصرف: این قلم‌ها از کارتریج‌های آماده انسولین استفاده می‌کنند. زمانی که انسولین تمام شود، کارتریج جدید انسولین در قلم جایگذاری می‌شود.

## مزیت‌ها
استفاده از قلم انسولین مزایای زیر را نسبت به راهکارهای سنتی نظیر تزریق با سرنگ دارد:
- سهولت در نگهداری و حمل و نقل نسبت به ویال انسولین و سرنگ
- دقت بالاتر در تنظیم دوز به هنگام تزریق
- استفاده آسان‌تر برای افراد دچار لرزش دست
- درد کمتر به هنگام تزریق (بسته به سرسوزن مورد استفاده)

## معایب
از معایب قلم‌های انسولین می‌توان به عدم امکان مخلوط کردن انسولین‌های کوتاه اثر و بلند اثر توسط بیمار اشاره کرد. این روش که از سال‌ها قبل و در زمان استفاده از سرنگ و ویال‌های انسولین استفاده می‌شد، با ارائه قلم‌های انسولین و ساختار کارتریج‌های از پیش پر شده، عملاً از رده خارج می‌شود. با این حال لازم به ذکر است که بسیاری از انسولین‌های جدید عملاً امکان مخلوط شدن ندارند.البته لازم به ذکر است که قلم‌های جدیدی به بازار عرضه شده‌اند که مخلوط انسولین کوتاه اثر و بلند اثر می‌باشند.